# Zenkerella perplexa
Zenkerella perplexa é uma espécie vegetal da família Fabaceae.
Apenas pode ser encontrada na Tanzânia.